# Jata
Játa je pojav iz živalskega sveta, ki označuje združevanje več osebkov iste vrste z namenom prehranjevanja, selitve ali varnosti. Izraz se najpogosteje uporablja pri pticah in ribah. Pri žuželkah se za ta pojav uporablja izraz roj, pri sesalcih pa trop ali čreda.
V astronomiji se uporablja izraz jata za jate galaksij, sestave galaksij, ki se ne oddaljujejo druga od druge, in so večje od skupin galaksij. Jate galaksij so največji gravitacijsko vezani skupki v znanem Vesolju. Najbolj znane jate v bližini so Jata v Devici, v Herkulu, v Berenikinih kodrih in Jata v Kiparju. Še večji sestav od jate so nadjate, velikanski sestavi, ki vsebujejo na desetine ali na tisoče galaksij.